# Авантюристы (фильм, 1984)
«Авантюристы» (фр. Les Morfalous) — французский военный приключенческий кинофильм с Жаном-Полем Бельмондо в главной роли, снятый режиссёром Анри Вернёем по роману Пьера Синьяка. Картина вышла в прокат 28 марта 1984 года.

## Сюжет
Во время Второй мировой войны, в период Тунисской кампании в апреле 1943 года, французские войска выбили немцев из маленького тунисского городка Эль-Ксур. В сейфе городского банка находилось большое количество золотых слитков стоимостью шесть миллиардов франков. Поскольку в городке не осталось ни одной живой души, для перевозки этого золота в безопасное место — тыловой город Сфакс — послали специальный фургон в сопровождении двух грузовиков и джипа с тридцатью французскими легионерами для сопровождения и охраны.
Когда конвой прибыл на место, то был внезапно почти полностью уничтожен немецким подразделением — 4-й ротой под командованием капитана Ульриха Дитерле (Пьер Земл), которая неизвестно как оказалась в местной крепости. В живых осталось только четверо: унтер-офицер Эдуард Маюзар (Мишель Константен), сержант Пьер Оганьер (Жан-Поль Бельмондо), легионер Буасье (Мишель Кретон) и солдат Борзик. Прячась в здании, они ночью обнаружили уцелевшего артиллериста капрала Бераля (Жак Вильре) из батареи морской пехоты, уничтоженной в этом городе в другом бою «Штуко́й» — немецким самолётом «Юнкерс».
Под покровом темноты унтер-офицер Маюзар и солдат Борзик пытаются забрать из уцелевшего грузовика боеприпасы, но немцы их обстреливают и убивают Борзика. Переодевшись в форму убитых немецких разведчиков, сержант Оганьер и артиллерист Бераль беспрепятственно пробираются к уцелевшей французской гаубице. Несколькими точными выстрелами по крепости им удалось уничтожить немецкое подразделение.
Утром, похоронив на местном кладбище погибших легионеров, четвёрка оказалась в банке, где Оганьер и Буасье предложили поделить всё золото на четверых. С этим категорически не соглашается Маюзар, который грозит им военным трибуналом. Неожиданно в банк входит его директор Франсуа Лярош-Фреон. Но он приехал не один…

## В ролях
- Жан-Поль Бельмондо — сержант Пьер Оганьер
- Жак Вильре — капрал Бераль
- Мишель Константен — унтер-офицер Эдуард Маюзар
- Мишель Кретон — легионер Буасье
- Маттиас Хабих — обер-лейтенант Карл Бренер
- Франсуа Перро — директор банка Франсуа Лярош-Фреон
- Мари Лафоре — Элен Лярош-Фреон
- Морис Озель — солдат Борзик
- Мишель Бон — французский генерал
- Жерар Бур — немецкий офицер-снабженец
- Джуниор Джон Дэвид — Алсид Колуанде
- Роберт Ломбард — месье Шантрель
- Каролина Сийоль — мадам Шантрель
- Пьер Земмлер — капитан Ульрих Дитерле
- Мишель Беррёр — легионер
- Ханс Вернер — немецкий полковник

## Факты
- Фильм является ремейком американской киноленты 1970 года «Герои Келли».
- В «роли» немецкого танка в фильме снимался австрийский лёгкий танк Steyr SK-105 Kürassier 1970-х годов.